# Regno di Gwenddoleu
Gwenddoleu è uno dei regni della Britannia (oggi Inghilterra) settentrionale, formatisi, dopo la partenza dei romani dall'isola e il collasso e dalla frantumazione del regno di Coel Hen. L'esperienza di questi regni, prima che venissero assorbiti da quelli Anglosassoni, si consumò tra i secoli V e VII.

Questo piccolo regno ebbe vita brevissima e il suo unico sovrano fu Gwenddoleu (Ventolovus in latino e Wendoleyc in inglese, 520 - 573), figlio del principe Ceidio, che era fratello di Eliffer Gosgorddfawr, re di Ebrauc (odierna York). E proprio questo zio, nel corso di una contesa dinastica, avrebbe cacciato lui e il padre da York. Tra i confini del Rheged e dello Strathclyde i due esuli riuscirono a ritagliarsi un piccolo regno, con capitale, secondo alcuni studiosi, a Caer-Wenddoleu (odierna Carwinley), circa 10 miglia a nord di Carlisle.
 
Si sarebbe alleato, come misura difensiva, con Áedán mac Gabráin di Dalriada. Intanto l'ex regno di suo padre cadde nel caos a seguito di una contesa dinastica scoppiata tra Peredur e Gwrgi, figli di Eliffer Gosgorddfawr e quindi cugini di Gwendolleu. All'interno di questa contesa si era inserito anche Riderch Hael, sovrano dello Strathclyde.

Il tutto si risolse con nella battaglia di Arderydd (Arthuret), in cui Gwneddoleu perse la vita. Il suo regno fu inglobato dai vincitori e sparì per sempre dalle mappe.